# Anders Bükk
Anders Peter Bükk (ur. 17 października 1963 w Göteborgu) – szwedzki zapaśnik walczący w stylu klasycznym. Olimpijczyk z Los Angeles 1984, gdzie odpadł w eliminacjach w kategorii 52 kg w stylu klasycznym.
Piąty na mistrzostwach Europy w 1984. Zdobył dwa medale na mistrzostwach nordyckich w latach 1982 – 1984.